# Marián Blaha
Marián Blaha (Liptóújvár, 1869. július 10. – Garamszentkereszt, 1943. augusztus 21.) besztercebányai püspök.

## Pályafutása
1892. június 29-én szentelték pappá.

### Püspöki pályafutása
1920. december 16-án besztercebányai püspökké nevezték ki. 1921. február 13-án szentelte püspökké Nyitrán Clemente Micara apostoli nuncius, Karel Kašpar hradec královéi és Antonín Podlaha prágai segédpüspök segédletével. A szlovákiai magyarság képviseletét csak Fischer-Colbrie Ágoston kassai püspök látta el a katolikus egyházban. A reformátusokat Sedivy László nyitrai lelkész képviselte.